# Bordás Ferenc
Bordás Ferenc József (Temesvár, 1911. január 22. – Budapest, 1982. december 28.) festőművész, grafikus, orvos.

## Életpályája
Családjával került Szegedre; itt végezte középiskolai, majd orvosi tanulmányait. Orvosi tanulmányai mellett festeni tanult Aba-Novák Vilmostól, valamint grafikát Buday Györgytől és Devich Sándortól Szegeden. 1937-től volt kiállító művész. 1937–1952 között a Szegedi Tudományegyetem Buday György után megüresedett grafikai-lektori állását ő töltötte be. Az 1950-es években Székesfehérváron képzőművészeti szabadiskolát vezetett Pallay Józseffel és Áron Nagy Lajossal. 1950–1968 között a fővárosban belgyógyászi és igazságügyi orvosi tevékenységet is folytatott. 1965-től a firenzei Képzőművészeti Akadémia tagja volt. 1968-tól szentelte magát a művészetnek.
Kisgrafikákat és ex libriseket, illetve tájképeket készített grafikusként. Az egyformán jól kezelt grafikai technikák közül a fametszet állt hozzá a legközelebb, melyet intellektuális igénnyel, egyéni jelképrendszer segítségével művelt. A drámai és epikus témák vonzották, de sajátos egyensúlyérzéke mindig megvédte a túlzásoktól.

## Egyéni kiállításai
- 1937, 1938, 1971 Szeged
- 1961, 1965, 1967, 1970, 1974, 1977 Budapest
- 1977 Jászberény
- 1984 Mindszent

## Művei
- Erdőben (1938)
- Présház (1968)
- Szőlőhegyen (1970)
- Virágcsendélet (1971)